# 平忠常
平 忠常（たいら の ただつね）は、平安時代中期の武将・豪族。陸奥介・平忠頼の子。房総平氏の祖。父方の従父でもあり、同時に母方の祖父は平将門。

## 生涯
祖父の平良文は武蔵国村岡に土着して村岡五郎と称して、下総国相馬郡の大半を所領とした。父の忠頼も関東で有力な武士として名を馳せた。
忠常は祖父と父の地盤を引き継ぎ、常陸国、上総国、下総に広大な所領を有し、上総介（『日本紀略』による。『応徳元年皇代記』には下総権介）、武蔵押領使に任官されている（これらの官に任官はされず自称という説もある）。諸系図では下総千葉郡にて千葉四郎と称した。京に上り藤原教通（藤原道長の次男）に仕えていた形跡がある。忠常は強大な武力を背景に傍若無人に振る舞い、国司の命に従わず租税も納めなかったとされる。
寛弘5年（1008年）頃、忠常は常陸介源頼信の鎮圧に服すと同時に家人となることを誓約した。
長和5年（1016年）以前から忠常は常陸の左衛門大夫惟基（平維幹?）と利権をめぐって抗争しており、忠常は惟基のことを「惟基ハ先祖ノ敵也」と述べている（『今昔物語集』）。
長元元年（1028年）6月、忠常は安房国の国府を襲い、安房守・平維忠を焼き殺す事件を起こした。原因は不明だが受領との対立が高じたものと思われる。朝廷は忠常追討を命じ、追討使平直方が派遣された。官軍を相手に忠常は頑強に抵抗した。乱は房総三カ国に広まり、合戦の被害と官軍による強引な徴発により大いに疲弊した（平忠常の乱）。
長元3年（1030年）9月、平直方が解任され、甲斐守・源頼信が追討使に任じられた。長期にわたる合戦で忠常の軍は疲弊しきっており、長元4年（1031年）春に忠常は出家して常安と称し、子2人と従者をつれて頼信のもとへ出頭して降伏した。平直方の征伐にも屈しなかった忠常が、頼信の出陣によりあっけなく降伏したのは、忠常が頼信の家人であった（『今昔物語集』）ためであるともいわれている。
同年6月、京へ連行される途上の美濃国野上で病没した。忠常の首は刎ねられ、京で梟首とされたが、後に首は親族へ返されている。子の常将と常近も罪を許された。
平忠常の乱は、平繁盛やその子孫（常陸平氏）と忠常の一族（平良文流平氏）の競合を背景に、常陸平氏と連携する都の平貞盛流による追討を借りた良文流に対する私戦であったとする見方がある。
忠常の子孫は房総半島の有力武士として残り、後に鎌倉幕府の御家人となる上総氏、千葉氏が出た。

## 平忠常が登場する作品
- 『平安流風』桑山泰雄